# Antoinette de Brunswick-Wolfenbüttel
Antoinette de Brunswick-Wolfenbüttel, née le 14 avril 1696 et morte le 6 mars 1762, est une duchesse de Brunswick-Wolfenbüttel et l'épouse du prince Ferdinand-Albert II de Brunswick-Wolfenbüttel, cousin de son père.

## Biographie
Antoinette est la plus jeune des quatre filles de Louis-Rodolphe de Brunswick-Wolfenbüttel et de Christine-Louise d'Oettingen-Oettingen. Sa sœur aînée, Élisabeth-Christine, est la mère de Marie-Thérèse d'Autriche. Son autre sœur, Charlotte-Christine, est la belle-fille de Pierre Ier le Grand.

## Mariage
Le 15 octobre 1712, elle épouse Ferdinand-Albert II de Brunswick-Wolfenbüttel, fils de Ferdinand-Albert Ier de Brunswick-Wolfenbüttel-Bevern et de Christine de Hesse-Eschwege.
Le mariage est heureux et Antoinette est la mère de huit fils et six filles :
- Charles Ier (1713-1780), duc de Brunswick-Wolfenbüttel, épouse en 1733 Philippine-Charlotte de Prusse (1716-1801) ;
- Antoine-Ulrich (1714-1774), général dans l'armée impériale russe, épouse en 1739 Anna Leopoldovna (leur fils aîné Ivan VI est brièvement empereur de Russie) ;
- Élisabeth-Christine (1715-1797), épouse en 1733 le futur roi Frédéric II de Prusse ;
- Louis-Ernest (1718-1788), duc de Courlande et capitaine général des Pays-Bas ;
- Auguste (1719-1720) ;
- Ferdinand (1721-1792), général dans l'armée prussienne ;
- Louise-Amélie (1722-1780), épouse en 1742 le prince Auguste-Guillaume de Prusse ;
- Sophie-Antoinette (1724-1802), épouse en 1749 le futur duc Ernest Frédéric de Saxe-Cobourg-Saalfeld ;
- Albert (1725-1745), général dans l'armée prussienne, tué à la bataille de Soor ;
- Charlotte (1726-1766) ;
- Thérèse (1728-1778), abbesse de Gandersheim ;
- Juliane-Marie (1729-1796), épouse en 1752 le roi Frédéric V de Danemark (second mariage) ;
- Frédéric-Guillaume (1731-1732) ;
- Frédéric-François (1732-1758), général dans l'armée prussienne, tué à la bataille de Hochkirch.